# Lengyel László (közgazdász)
Lengyel László (Budapest, 1950. november 22. –) magyar jogász, közgazdász, publicista, politológus, az ELTE Állam- és Jogtudományi Kar docense. Szülei Kovács Ágnes néprajzkutató és Lengyel Dénes író, Szentimrei Jenő író unokája, Benedek Elek író dédunokája.

## Élete
1974-ben végzett az Eötvös Loránd Tudományegyetem Állam- és Jogtudományi Karán (ÁJK). 1984-ben a közgazdaság-tudomány kandidátusa lett.
1976-tól a Pénzügykutatási Intézet tudományos munkatársa, 1987-től a Pénzügykutató Rt. tudományos igazgatója, 1990-től elnök-vezérigazgatója.
1987-ben részt vett a „Fordulat és reform” című tanulmánykötet összeállításában.
1988. április 9-én a Magyar Szocialista Munkáspárt (MSZMP) kizárta tagjai közül Bihari Mihállyal, Bíró Zoltánnal és Király Zoltánnal együtt.
Alapító szerkesztője a 2000 folyóiratnak, majd 1989–1999 között szerkesztője.
1990-től az ELTE ÁJK Politikatudományi Intézetének docense. Oktatási témája a magyar kormányok, fő kutatási területei közé pedig a magyar politikai rendszer, a Kádár-korszak, illetve a rendszerváltozás problémaköre tartozik.
1992–2005 között tagja volt a Politikatudományi Szemle szerkesztőbizottságának.
A Magyar Politikatudományi Társaság tagja.
1998. január 6. és 2010. december 19. között az Magyar Távirati Iroda (MTI) felügyelőbizottsági tagja volt.
2021. február elsején vádat emeltek ellene rongálás és garázdaság miatt.

„A politológus-közgazdász terhére azt róják, hogy 2019 decemberében egy parkolási vitát követően megrongálta egy férfi autóját Budapesten. Lengyel legutóbb a borsodi választást követően került a hírekbe, amikor a Klubrádió műsorában gyalázta a Fideszre szavazókat, kijelentve, hogy csak a legnyomorultabbak szavaznak a kormánypártra.”

## Díjai, elismerései
- 1992: Lónyai Menyhért-díj
- 1994: Opus-díj
- 1997: Nemes Nagy Ágnes-díj
- 2006: Joseph Pulitzer-emlékdíj az „Életmű” kategóriában

## Művei
- Végkifejlet (Közgazdasági és Jogi Könyvkiadó, 1989)
- Útfélen (2000-ért Alapítvány, Századvég, 1992)
- Tépelődés (T-Twins, 1992)
- Magyar alakok (2000. Kiadó, Pénzügykutató Rt., 1994)
- Korunkba zárva (Pénzügykutató Rt., 2000-ért Alapítvány, 1994)
- A kisnyúl pártján (Officina Nova, 1995)
- A rendszerváltó elit tündöklése és bukása (Helikon, 1996)
- A piac köztársasága (Pénzügykutató Rt., 1997)
- Kívül és belül (Helikon, 1998)
- Beszélgetőkönyvecske (Helikon, 1999) Várszegi Asztrikkal közösen
- Fortinbras királysága (Helikon, 2000)
- Kis magyar bestiárium (Helikon, 2001)
- A Fortinbras-ügy (Helikon, 2002)
- A távol közelében (Helikon, 2002) Hankiss Elemérrel közösen
- Kétszög (Helikon, 2002) Hankiss Elemérrel közösen
- Szorongás és remény (Osiris, 2004)
- Illeszkedés vagy kiválás (Osiris, 2006)
- A halál kilovagolt Magyarországról (Corvina, 2008)
- Pretoriánusok kora. A magyar válság és kezelése (Kalligram, Pozsony, 2011)
- Angyal karddal (Helikon, 2016)[6]
- Új magyar bestiárium (Helikon, 2016)

## Származása
| Lengyel László (Budapest, 1950. nov. 22.–) jogász, közgazdász, publicista, politológus | Apja: Lengyel Dénes (Kisbacon, 1910. aug. 7.– Budapest, 1987. júl. 19.) irodalomtörténész, író, pedagógus | Apai nagyapja: Lengyel Miklós szül. Pollák Mór (Debrecen, 1878. máj. 28.– Budapest, 1952. júl. 22.) irodalomtörténész, író, tanár      | Apai nagyapai dédapja: Pollák Henrik (1850– Debrecen, 1907. márc. 4.) terménykereskedő                                         |
| Lengyel László (Budapest, 1950. nov. 22.–) jogász, közgazdász, publicista, politológus | Apja: Lengyel Dénes (Kisbacon, 1910. aug. 7.– Budapest, 1987. júl. 19.) irodalomtörténész, író, pedagógus | Apai nagyapja: Lengyel Miklós szül. Pollák Mór (Debrecen, 1878. máj. 28.– Budapest, 1952. júl. 22.) irodalomtörténész, író, tanár      | Apai nagyapai dédanyja: Katz Nina                                                                                              |
| Lengyel László (Budapest, 1950. nov. 22.–) jogász, közgazdász, publicista, politológus | Apja: Lengyel Dénes (Kisbacon, 1910. aug. 7.– Budapest, 1987. júl. 19.) irodalomtörténész, író, pedagógus | Apai nagyanyja: Benedek Mária (Budapest, 1888. febr. 3.– Budapest, 1975. márc. 30.)                                                    | Apai nagyanyai dédapja: Benedek Elek (Kisbacon, 1859. szept. 30.– Kisbacon, 1929. aug. 17.) író, újságíró, országgy. képviselő |
| Lengyel László (Budapest, 1950. nov. 22.–) jogász, közgazdász, publicista, politológus | Apja: Lengyel Dénes (Kisbacon, 1910. aug. 7.– Budapest, 1987. júl. 19.) irodalomtörténész, író, pedagógus | Apai nagyanyja: Benedek Mária (Budapest, 1888. febr. 3.– Budapest, 1975. márc. 30.)                                                    | Apai nagyanyai dédanyja: Fischer Mária (Szeged, 1862. nov. 2.– Budapest, 1929. aug. 18.)                                       |
| Lengyel László (Budapest, 1950. nov. 22.–) jogász, közgazdász, publicista, politológus | Anyja: Kovács Ágnes (Kolozsvár, 1919. okt. 31.– Budapest, 1990. jan. 30.) néprajzkutató, folklorista      | Anyai nagyapja: Szentimrei Jenő szül. Kováts Jenő (Arad, 1891. dec. 14.– Csucsa, 1959. szept. 2.) költő, író, kritikus, színházrendező | Anyai nagyapai dédapja: Kováts Ferenc csendőrfőhadnagy                                                                         |
| Lengyel László (Budapest, 1950. nov. 22.–) jogász, közgazdász, publicista, politológus | Anyja: Kovács Ágnes (Kolozsvár, 1919. okt. 31.– Budapest, 1990. jan. 30.) néprajzkutató, folklorista      | Anyai nagyapja: Szentimrei Jenő szül. Kováts Jenő (Arad, 1891. dec. 14.– Csucsa, 1959. szept. 2.) költő, író, kritikus, színházrendező | Anyai nagyapai dédanyja: nyárádszentimrei Medgyes Erzsébet                                                                     |
| Lengyel László (Budapest, 1950. nov. 22.–) jogász, közgazdász, publicista, politológus | Anyja: Kovács Ágnes (Kolozsvár, 1919. okt. 31.– Budapest, 1990. jan. 30.) néprajzkutató, folklorista      | Anyai nagyanyja: Ferenczy Zsizsi (Kolozsvár, 1895. jan. 13.– Kolozsvár, 1969. febr. 13.) énekművésznő                                  | Anyai nagyanyai dédapja: harasztkereki Ferenczy Gyula (kb. 1869– Kolozsvár, 1931. jan. 7.) bankigazgató                        |
| Lengyel László (Budapest, 1950. nov. 22.–) jogász, közgazdász, publicista, politológus | Anyja: Kovács Ágnes (Kolozsvár, 1919. okt. 31.– Budapest, 1990. jan. 30.) néprajzkutató, folklorista      | Anyai nagyanyja: Ferenczy Zsizsi (Kolozsvár, 1895. jan. 13.– Kolozsvár, 1969. febr. 13.) énekművésznő                                  | Anyai nagyanyai dédanyja: Reich Teréz (kb. 1872– Kolozsvár, 1903. máj. 13.)                                                    |

## Kritikák
2021-ben három másik jogásszal együtt (Vörös Imre, Bárándy Péter, Fleck Zoltán), amellett érvelt egy a Népszavában megjelent röpiratban, hogy a 2022-es választás után az esetlegesen hatalomra jutó ellenzéknek akár feles többséggel is ki kell mondania a fennálló Alaptörvény semmisségét.